# Некропола жртвама фашизма (Нови Травник)
Некропола жртвама фашизма код Новог Травника је спомен-комплекс на Ћамића брду, који се састоји од дванаест скулптура распоређених у простору са приступним стазама. Аутор овог остварења је архитекта Богдан Богдановић.

## Опис
Као и код већине својих дела, Богдановић је и овде био инспирисан коришћењем универзалне симболике елемената сунца, планета и месеца стварајући споменик који постаје аутентични елеменат простора. У извођењу Некрополе жртвама фашизма у Новом Травнику Богдановић је поставио дванаест скулптура у чијој, иако апстрактној, форми могу да се разазнају чувари широм отворених очију који мотре с врха брежуљка. Имајући на уму да су војне посматрачнице увек смештене на узвисини, управо место на којем су постављене ове скулптуре, појашњава њихово значење.

## Историјат
У Другом светском рату у околини Травника, а и за сам град вођено је више борби јер су у њему Немци, усташе и домобрани стално држали јаке снаге. Делови Прве пролетерске и Десете ударне дивизије напали су 15. и 16. октобра 1943. године немачко-домобрански гарнизон и савладали спољашњу одбрану града, али су због пристизања немачких појачања морали да се повуку. Град су први пут ослободиле после дводневних борби јединице Петог корпуса НОВЈ 22. октобра 1944. године упорабивши сва расположива војна средства. Ипак, 22. јануара 1945. године, после тешких четверодневних борби град су поновно окупирале немачке снаге. Травник је коначно ослобођен 19. фебруара 1945. године од стране Четврте дивизије појачане са по једном бригадом из Десете и 39. дивизије НОВЈ.
Некропола је изграђена и отворена 1975. године у помен на 700 жртава усташких злочина из 1941. године.
Дана 26. марта 2012. године, некропола жртвама фашизма проглашена је за национални споменик Босне и Херцеговине.